# Marranghino
Il Marranghino è un personaggio immaginario del folclore lucano. Il suo mito condivide tratti comuni con quello del Monachicchio, ed è diffuso particolarmente nella provincia di Matera.
Nel dialetto di taluni paesi il termine marranghino si riferisce a un particolare tipo di ragno dalle zampe e corpo sottili.

## Origine del Mito
Probabilmente anche il Marranghino nasce dalle tradizioni religiose pagane legate ai Lari e ai Penati.

## Descrizione
Secondo le leggende tradizionali, il Marranghino si presenta con un aspetto goffo: particolarmente basso di statura, con i mustacchi, un grosso pancione e una grande testa.
Il suo aspetto bonario lo rende talmente simpatico che anche quando si diverte a fare dei piccoli rumori in casa o a muovere il letto ai dormienti, la sua presenza non infastisce nessuno.
Il Marranghino non viene descritto come un essere cattivo, ma piuttosto come uno spiritello burlone che si diverte a scherzare, ridere e giocare con le persone, senza causare danni.
Nelle leggende e nelle fiabe tradizionali, si diverte in modo particolare a nascondere gli attrezzi contadini durante il lavoro agricolo.